# ニコラス・デ・カルバハル (サリア侯爵)
サリア侯爵ニコラス・デ・カルバハル・イ・ランカストル（スペイン語: Nicolás de Carvajal y Lancaster, Marqués de Sarria、? - 1770年3月4日）は、18世紀のスペイン貴族。

## 生涯
第2代キンタ・デ・ラ・エンハラダ伯爵ベルナルジノ・デ・カルバハル・イ・ビベロとマリア・ホセファ・デ・ランカストル・イ・ノローニャの子として生まれた。母のマリア・ホセファはポルトガル王ジョアン2世の庶子ジョルジェ・デ・ランカストルの末裔で、兄弟に1746年から1754年までのスペイン国務長官（首相）ホセ・デ・カルバハール・イ・ランカステルと第4代アブランテス公爵フアン・カルバハル・イ・ランカストルがいる。
1755年、スペイン王フェルナンド6世により第一等のグランデに叙される。1762年、スペインによるポルトガル侵攻の指揮官を務めたが、軍の編成と侵攻の遂行が遅かったため、イギリスに遠征軍を派遣する余裕を与えてしまった。スペイン王カルロス3世はサリア侯爵の優柔不断に怒り、彼を更迭して代わりにアランダ伯爵を任命した。サリア侯爵は補償とそれまでの奉仕に対する報酬として金羊毛騎士団に叙された。
1770年3月4日、後継者のないまま死去した。

## 家族
第11代ベハル公爵の娘アナ・マリア・ホセファ・ロペス・デ・スニガ・イ・カストロ（スペイン語: Ana María Josefa López de Zúñiga y Castro）と結婚した。